# 배수아
배수아(裵琇亞, 1965년 3월 ~ )는 대한민국의 소설가, 번역가이다.

## 생애와 작품

### 어린 시절
1965년 서울특별시 필동에서 태어나 이화여자대학교 화학과를 졸업한 이후 공무원(병무청)으로 일하였다.

### 작가로서의 경력
공무원 생활을 하다가, 습작 기간이나 문학 수업을 받은 적도 없이 1993년 《소설과 사상》겨울호에 〈천구백팔십팔년의 어두운 방〉을 실으며 등단했다.
‘90년대의 문학이 배태한 이질스럽고 지리멸렬한 환멸적인 이야기의 한 극점’이라거나 ‘이미지에 중독된 자’라거나 ‘우리 문학사에서 선례를 찾기 어려운 이단의 글쓰기’와 같이 엇갈린 평가들이 오간다. 그처럼 배수아의 소설문법은 기존의 문학적 전통에서 멀리 떨어져 있다. 소설의 문장은 당혹스럽고 생경하며 파격적이다. 등장 인물들도 불온하고 불순한 이미지에 둘러싸여 있다.
1년 간의 독일 체류를 마친 후 2002년에 사직원을 내고 전업작가 및 번역가의 길로 들어섰다. 이후 한국에서는 주로 번역작업을, 독일 등지에서는 작품활동을 하고 있다.
2003년에 《일요일 스키야키 식당》으로 제36회 한국일보 문학상을, 2004년에 《독학자》로 제17회 동서문학상을 받았다. 2018년에는 《뱀과 물》로 '원시적이면서도 현시적인 여성 서사가 페미니즘 리부트 시대와 닿아 있는 절묘한 지점을 주목하게 한다'는 평가를 받으며 제42회 오늘의 작가상을 수상했다.
2015년 《Axt》 창간호부터 2019년 22호까지 편집위원을 맡았다. 2018년 하반기에는 취리히에 6개월간 체류하며 작가 레지던스에 참가했다.

### 장편소설
- 《랩소디 인 블루》(고려원, 1995) ISBN 89-12-06257-3
- 《부주의한 사랑》(문학동네, 1996) ISBN 89-8281-006-4
- 《붉은 손 클럽》(해냄, 2000) ISBN 89-7337-337-4
- 《나는 이제 니가 지겨워》(이룸, 2000) ISBN 89-87905-35-7 | ISBN 978-89570762-5-5
- 《이바나》(이마고, 2002) ISBN 89-952-6640-6
- 《동물원 킨트》(이가서, 2002) ISBN 89-90365-00-7
- 《일요일 스키야키 식당》(문학과지성사, 2003) ISBN 89-320-1398-5
- 《에세이스트의 책상》(문학동네, 2003) ISBN 89-8281-778-6
- 《독학자》(열림원, 2004) ISBN 89-7063-428-2
- 《당나귀들》(이룸, 2005) ISBN 89-5707-160-1
- 《북쪽 거실》(문학과지성사, 2009) ISBN 978-89-320-1978-9
- 《서울의 낮은 언덕들》(자음과모음, 2011) ISBN 978-89-5707-610-1
- 《알려지지 않은 밤과 하루》(자음과모음, 2013) ISBN 978-89-5707-721-4

### 소설집/중편소설/문고본
- 《푸른 사과가 있는 국도》(고려원, 1995) ISBN 89-12-06523-8
- 《바람 인형》(문학과지성사, 1996 / 2001 재판[7]) ISBN 89-320-0839-6
- 《심야통신》(해냄, 1998) ISBN 89-7337-185-1
- 중편소설 《철수》(작가정신, 1998) ISBN 89-7288-097-3 | ISBN 89-7288-210-0 | ISBN 978-89-7288-409-5
- 《그 사람의 첫사랑》(생각의 나무, 1999) ISBN 89-88045-73-4 / 《소설집 No.4》[8](생각의 나무, 2001) ISBN 89-8498-079-X | ISBN 89-8498-456-6
- 《훌》(문학동네, 2006) ISBN 89-5460071-9
- 《올빼미의 없음》(창비, 2010) ISBN 978-89-364-3713-8
- 문고본 《밀레나, 밀레나, 황홀한》(테오리아, 2016) ISBN 979-11-955706-5-2
- 《뱀과 물》(문학동네, 2017) ISBN 978-89-546-4892-9
- 대표중단편선 《어느 하루가 다르다면, 그것은 왜일까》(문학동네, 2017) ISBN 978-89-546-4891-2
- 중편소설 《멀리 있다 우루는 늦을 것이다》(워크룸 프레스, 2019) ISBN 979-11-89356-27-9

### 주요 단행본 미수록 소설
- <목요일의 점심식사>, 《문학동네》 1998년 여름호 '젊은작가특집'
- <켈로이드 아이> 《잊혀진 자의 고백》 1998. 7. 15.
- <新행주대교> 《문학사상》 1998년 8월호
- <강변야화: 와이셔츠 / 남자, 여자를 만지며 / 합의된 관계> 《국민일보》 1998년 엽편 연재
- <아스피린 두 알만 먹으면 잊을 수 있다> 《앙앙》 2000년 3월호
- 장편 <시간은 미래로 흐르는가> 《한국일보》 2000년 연재
- <말 걸지 마라, 쳐다보지 마라> 《문화일보》 2001년 연재
- <칠년 동안의 고독> 《W Korea》 2012년 3월호
- <부엉이에게 울음을>  《문장웹진》 2014년 연재중단
- <한 마리 티벳의 개가 울면서>, 《Axt》 2016년 7/8월호

### 산문집
- 《내 안에 남자가 숨어 있다》(이룸, 2000) ISBN 89-87905-13-6 | ISBN 978-89-5707-626-2
- 《잠자는 남자와 일주일을》(gasse`가쎄, 2014) ISBN 978-89-93489-44-6
- 《처음 보는 유목민 여인》(난다, 2015) ISBN 978-89-546-3733-6

### 시집
- 《만일 당신이 사랑을 만나면》(르네상스, 1997) ISBN 89-8748-704-0

### 공저 · 추천사
- 소설 <은둔하는 北의 사람>, 《1999 제23회 이상문학상 수상작품집 내 마음의 옥탑방》(문학사상사, 1999) ISBN 89-7012-314-8
- 소설 <징계위원회>, 《2000 제24회 이상문학상 수상작품집 시인의 별》(문학사상사, 2000) ISBN 978-89-701-2345-5
- 소설 <켈로이드 아이>, 《잊혀진 자의 고백》(오늘의 선택, 2000) ISBN 89-88218-05-1
- 소설 <푸른 사과가 있는 국도> | <그 사람의 첫사랑>, 《20세기 한국소설 50 배수아 김연수 외》[9](창비, 2006) ISBN 89-364-6260-1
- 산문 <잊혀져 가는 꿈>, 《색깔 있는 자유가 좋다》(중앙M&B, 1997) ISBN 89-461-0364-7
- 산문 <고양이의 미래>, 《나이들면 뭐할까?》(지호, 1998) ISBN 89-86270-27-7
- 산문 <엄격에 사로잡힌 이유>, 《나는 왜 문학을 하는가》(열화당, 2004) ISBN 89-301-0087-2
- 산문 <예술이 아니라서 재밌다>, 《내 인생의 영화》(씨네21, 2005) ISBN 89-956659-0-4
- 공저 《번역과 말 - 번역가들이 말하는 번역》(워크룸 프레스, 2015?)
- 추천사 <추천글>, 윤대녕, 《그녀에게 얘기해주고 싶은 것들》(문학동네, 2001) ISBN 89-8281-348-9
- 추천사 <추천의 글 - 그와 그의 간접적인 것들>, 이충걸, 《슬픔의 냄새》(시공사, 2004) ISBN 89-527-3560-9
- 인터뷰집 《Axt》편집부, 《이것이 나의 도끼다》(은행나무, 2017)[10] ISBN 978-89-5660-136-6

### 각색된 작품
1996년에 <푸른 사과가 있는 국도>가 MBC 베스트극장에서 방영되었다. 2007년에는 <은둔하는 北의 사람>이, 2008년에는 <징계위원회>가 각각 드라마시티에서 방영되었다.
2000년에 변병준 그림으로 만화 《프린세스 안나》(대원씨아이) ISBN 89-528-0308-6 가 출간되었다. 또한 변병준은 같은 해 만화잡지 《영챔프》에 <프린세스 안나>의 외전격인 <나쁜피>를 게재하기도 하였다.

### 번역된 작품[12]

#### 영어
- 장정화, 앤드류 제임스 키스트 역, Bae Su-ah 《Time in Gray(회색 時)》(아시아, 2013) ISBN 978-89-94006-07-9
- 소라 김-러셀 역, Bae Suah 《Highway with Green Apples(푸른 사과가 있는 국도)》[13](StoryFront, 2014) eISBN 978-1-4778-7260-4
- 소라 김-러셀 역, Bae Suah 《Nowhere to Be Found(철수)》(AmazonCrossing, 2015) ISBN 978-1477827550
- 데보라 스미스 역, Suah Bae 《A Greater Music(에세이스트의 책상)》(Open Letter, 2016) ISBN 978-1940953465
- 데보라 스미스 역, Suah Bae 《Recitation(서울의 낮은 언덕들)》(Deep Vellum Publishing, 2017) ISBN 978-1941920466
- 데보라 스미스 역, Suah Bae 《North Station(올빼미의 없음)》(Open Letter, 2017) ISBN 978-1940953656

#### 독일어
- 안소현, 하이디 강 역, <Ein Rudel schwarzer Wölfe(검은 늑대의 무리)>, 《Ein ganz einfaches gepunktetes Kleid: Moderne Erzählungen koreanischer Frauen》(Pendragon, 2004) ISBN 3-93487-257-3

#### 스페인어
- 성초림, 권은희 역, BAE SUAH, 《El restaurante de Sukiyaki(일요일 스키야키 식당)》(BAJO LA LUNA, 2013) ISBN 978-9871803637

#### 브라질 포르투갈어
- Bae Su-ah 《Sukiyaki de Domingo(일요일 스키야키 식당)》(Estação Liberdade, 2014) ISBN 978-8574482422

### 번역한 작품
- 야콥 하인, 《나의 첫 번째 티셔츠》(샘터, 2004) ISBN 89-464-1472-3
- 야콥 하인, 《어쩌면 그곳은 아름다울지도》(영림카디널, 2007) ISBN 978-89-8401-116-8
- 미하엘 파인코퍼, 《토트 신전의 그림자》(영림카디널, 2007) ISBN 978-89-8401-123-6
- 마르틴 발저, 《불안의 꽃》(문학과지성사, 2008) ISBN 978-89-320-1861-4
- 예니 에르펜베크, 《그곳에 집이 있었을까》(을유문화사, 2010) ISBN 978-89-324-7161-7
- 헬레네 헤게만, 《아홀로틀 로드킬》(열린책들, 2010) ISBN 978-89-329-1062-8
- 베르톨트 브레히트, 《전쟁교본》(워크룸 프레스, 2011) ISBN 978-89-94207-05-6
- 디미트리 베르휠스트, 《사물의 안타까움성》(열린책들, 2011) ISBN 978-89-329-1097-0
- 크리스티안 크라흐트, 《나 여기 있으리 햇빛 속에 그리고 그늘 속에》(문학과지성사, 2012) ISBN 978-89-320-2291-8
- 에트가 힐젠라트, 《나치와 이발사》(열린책들, 2012) ISBN 978-89-329-1576-0
- 사데크 헤다야트, 《눈먼 부엉이》[14](문학과지성사, 2013) ISBN 978-89-320-2408-0
- 막스 피카르트, 《인간과 말》(봄날의책, 2013) ISBN 978-89-969979-2-4
- 크리스티안 크라흐트, 《제국》(문학과지성사, 2013) ISBN 978-89-320-2505-6
- 프란츠 카프카, 《꿈》(워크룸 프레스, 2014) ISBN 978-89-94207-34-6
- 토마스 베른하르트, 《비트겐슈타인의 조카》(필로소픽, 2014) ISBN 978-89-98045-42-5
- 페르난두 페소아, 《불안의 서》(봄날의책, 2014) ISBN 978-89-969979-6-2
- W. G. 제발트, 《현기증. 감정들》(문학동네, 2014) ISBN 978-89-546-2612-5 (반양장), ISBN 978-89-546-2663-7 (양장)
- 페르난두 페소아, 《불안의 글》(봄날의책, 2015) ISBN 979-11-86372-00-5
- 헤르만 헤세, 《헤세가 사랑한 순간들》(을유문화사, 2015) ISBN 978-89324732-4-6
- 한스 크리스티안 안데르센, 《안데르센 동화집》(허밍버드, 2015) ISBN 978-89683307-0-4
- 안토니우 로부 안투네스, 《대심문관의 비망록》(봄날의책, 2016) ISBN 979-11-86372-06-7
- 베른하르트 슐링크, 《계단 위의 여자》(시공사, 2016) ISBN 978-89-527-7681-5
- W. G. 제발트, 《자연을 따라. 기초시》(문학동네, 2017) ISBN 978-89-546-4453-2
- 로베르트 발저, 《산책자》[15](한겨레출판, 2017) ISBN 979-11-6040-049-6
- 헤르만 헤세, 《나르치스와 골드문트》(그책, 2018) ISBN 979-11-87928-21-8
- 예니 에르펜베크, 《모든 저녁이 저물 때》(한길사, 2018) ISBN 978-89-356-7058-1
- 헤르만 헤세, 《데미안》(그책, 2018) ISBN 979-11-87928-23-2
- 클라리시 리스펙토르, 《달걀과 닭》(봄날의책, 2019) ISBN 979-11-86372-67-8
- 클라리시 리스펙토르, 《G.H.에 따른 수난》(봄날의책, 2020) ISBN 979-11-86372-77-7
- 페터 한트케, 《세잔의 산, 생트빅투아르의 가르침》(아트북스, 2020) ISBN 978-89-6196-380-0
- 아글라야 페터라니, 《아이는 왜 폴렌타 속에서 끓는가》(워크룸 프레스, 2021) ISBN 979-11-89356-51-4